# Aeroportul Thompson
Aeroportul Thompson (IATA: YTH, ICAO: CYTH) este un aeroport din Manitoba, Canada ce deservește zona Thompson. Aeroportul a fost tranzitat în 2019 de 168.037 de pasageri. A fost numit după zona deservită.
Situat la o altitudine de 224 m, aeroportul dispune de o singură pistă.